# Bujía

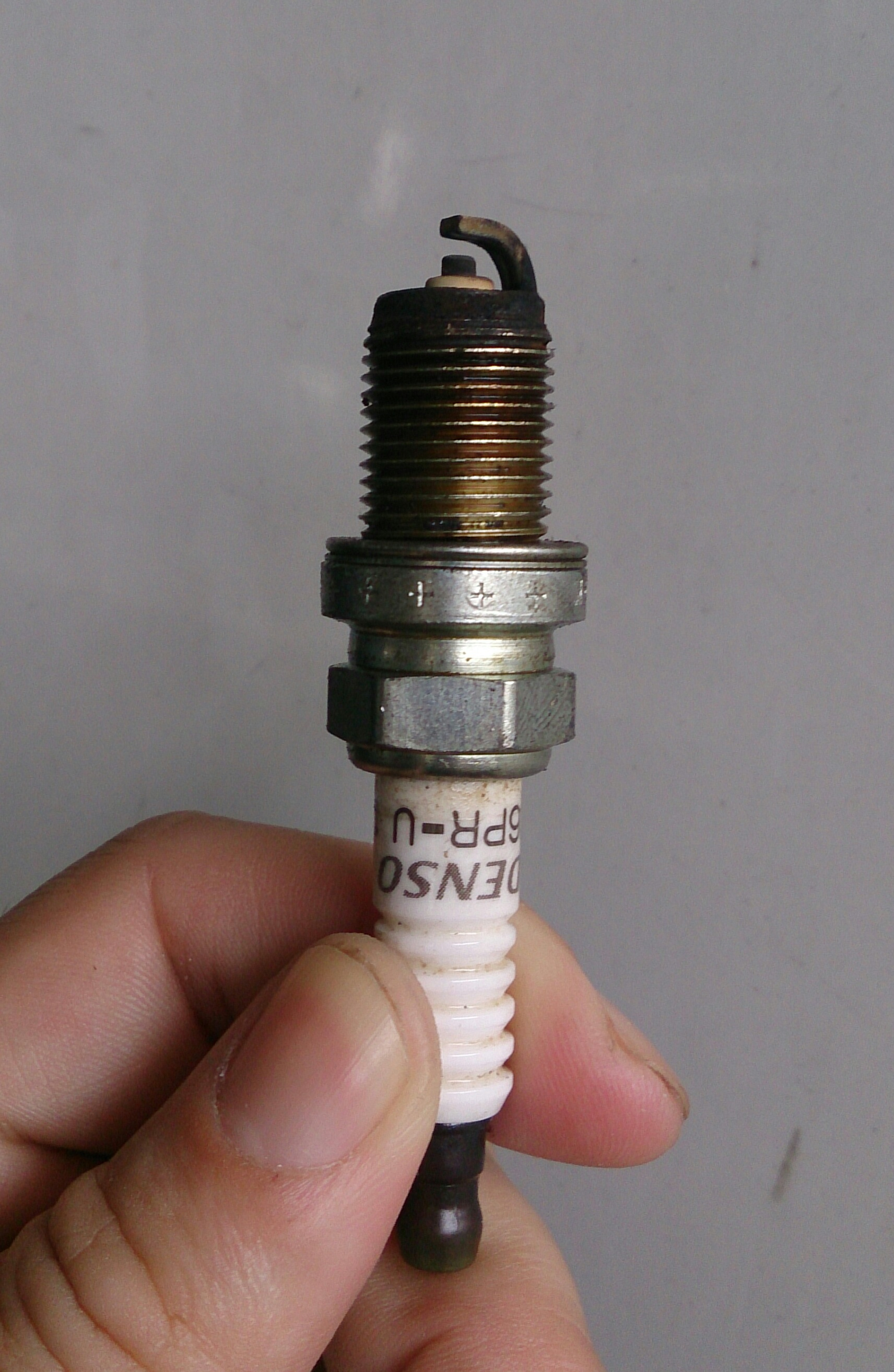
Bujía en un taller de automóviles

La bujía es el elemento que produce el encendido de la mezcla de combustible y oxígeno en los cilindros, mediante una chispa, en un motor de combustión interna de encendido provocado (MEP), tanto alternativo de ciclo Otto como el tipo Wankel. Su correcto funcionamiento es crucial para el buen desarrollo del proceso de combustión-expansión del ciclo Otto, ya sea de 2 tiempos (2T) como de 4 tiempos (4T) y pertenece al sistema de encendido del motor.

## Historia
Aunque se le atribuye a Nikola Tesla la primera patente de la bujía, el inventor serbio registró en la Oficina de Patentes y Marcas de Estados Unidos (U S Patents & Trademarks Office) en agosto de 1898 fue un  sistema completo de encendido eléctrico, que llevaba un electrodo fijo para proporcionar la chispa. Richard Simms (GB 24859/1898, 1898) y Robert Bosch (GB 26907/1898) registraron aparatos similares más perfeccionados que incorporaban bujías recambiables. Fue la bujía inventada por el ingeniero de Robert Bosch llamado Gottlob Honold en 1902, la que hizo posible el desarrollo de los motores de combustión interna.

## Funcionamiento

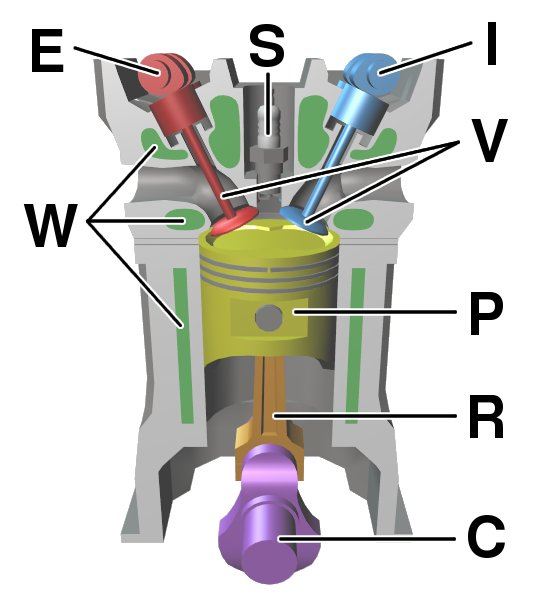
Componentes de un motor DOHC de gasolina del ciclo de cuatro tiempos, (E) árbol de levas de escape, (I) árbol de levas de admisión, (S) bujía, (V) Válvulas, (P) Pistón, (R) Biela, (C) Cigüeñal, (W) Conductos de líquido refrigerante.

Transmisión del calor de la bujía a la culata: izquierda bujía de grado térmico elevado, derecha grado térmico bajo.

La bujía participa en el inicio de la tercera fase (combustión-expansión) del ciclo de cuatro tiempos.

La función principal de una bujía de encendido, es conducir la corriente eléctrica generada en el trasformador hasta la cámara de combustión y transformarla en una chispa eléctrica de alta tensión, lo que dará inicio a la combustión, es decir, es un ítem responsable por la correcta quema de la mezcla aire combustible.
En el momento que ocurre la chispa eléctrica entre los electrodos de la bujía, se inicia la quema del combustible generando una «esfera de fuego». El «frente de llama» se propaga a lo largo de la cámara de combustión quemando la mezcla de aire-combustible y promoviendo la expansión de los gases.
Una bujía debe tener las siguientes características:
- Estanca a la presión: a pesar de las distintas condiciones de funcionamiento no debe permitir el paso de gases desde el interior del cilindro al exterior del mismo.

- Resistencia del material aislante a los esfuerzos térmicos, mecánicos y eléctricos: no debe ser atacado por los hidrocarburos y los ácidos que se forman durante la combustión. Debe mantener sus propiedades de aislamiento eléctrico sin partirse por las exigencias mecánicas.

- Adecuada graduación térmica: para asegurar a la bujía un funcionamiento correcto, la temperatura de la misma parte situada debe oscilar de 500 a 600 °C (932 a 1112 °F). La forma de la bujía y más concretamente la longitud del aislante central cerámico, darán la capacidad de transmisión de calor a la culata, lo cual determinará la temperatura estable de funcionamiento.

Las bujías convierten la energía eléctrica generada por la bobina de encendido en un arco eléctrico, el cual a su vez permite que la mezcla de aire y combustible se expanda rápidamente generando trabajo mecánico que se transmite al pistón o émbolo rotatorio tipo Wankel. Para ello hay que suministrar un voltaje suficientemente elevado a la bujía, por parte del sistema de encendido del motor para que se produzca la chispa, al menos de 5000 V. Esta función de elevación del voltaje se hace por autoinducción en la bobina de alta tensión eléctrica.
La temperatura de la punta de encendido de la bujía debe de encontrarse lo suficientemente baja como para prevenir la pre ignición o detonación, pero lo suficientemente alta como para prevenir la carbonización. Esto es llamado «rendimiento térmico» y es determinado por el rango térmico de la bujía. Es importante tener esto presente, porque según el tipo de motor, especialmente el número de veces que se produce la chispa en la unidad de tiempo o régimen del motor, va a determinar la temperatura de funcionamiento. La bujía trabaja como un intercambiador de calor sacando energía térmica de la cámara de combustión y transfiriendo el calor fuera de la cámara de combustión hacia la culata y de ahí al sistema de refrigeración del motor. El rango térmico está definido como la capacidad de una bujía para disipar el calor.
La tasa de transferencia de calor se determina por:
- La profundidad del aislador;
- Flujo de gases frescos alrededor de la bujía;
- La construcción/materiales del electrodo central y el aislante de porcelana.

## Análisis de fallos

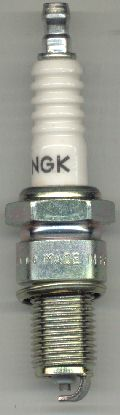
Bujía NGK de un motor de ciclo Otto

Tradicionalmente, sobre todo antes de la aparición del encendido electrónico y de la inyección electrónica, el análisis del aspecto de la bujía permitía determinar las condiciones de funcionamiento del motor, sobre todo de la proporción de mezcla aire-combustible, la temperatura de funcionamiento, etc. Hoy día los sistemas de encendido electrónico, la desaparición del distribuidor y hasta de los cables de alta tensión, así como la corrección milimétrica de la mezcla de aire y combustible, han minimizado las perturbaciones debidas a la bujía.

### Carbonización húmeda
Cuando la bujía presenta una apariencia oscura brillante, se tienen problemas de paso de aceite, el cual afecta el funcionamiento de la bujía ya que el aceite impide el paso de la chispa entre los electrodos de la bujía causando dificultades en el arranque.

#### Causas de la carbonización
Casos típicos:
- Vehículos con mantenimiento inadecuado,
- Motocicleta de cross utilizadas para pasear.
- Bujías mal elegidas o demasiado frías para un motor de altas prestaciones.
- Uso de gasolina de bajo octanaje.

De origen mecánico:
- Contra presión del cárter.
- Válvula PCV obstruida.
- Junta de culata deteriorada.
- Guías o retenes de válvula deteriorados.
- Segmentos de pistones desgastados.

Consecuencias si no se corrige:
- El motor se puede apagar y no volver a arrancar.
- Se dañará el convertidor catalítico, si lo tiene.
- Consumirá demasiado aceite.
- Aumento de las emisiones de monóxido de carbono (CO) y de hidrocarburos (HC).

Solución correcta:
- Si se reconoce una o más posibles causas de origen mecánico éstas deben repararse.
- Si se reconoce que existe otra causa, debe instalarse bujías con rango térmico más caliente que se encuentren en sintonía con las condiciones operativas del motor.

### Carbonización seca
A medida que se acumula el carbón en la punta de encendido, en el aislador ocurrirán fugas de alto voltaje resultando en falla de encendido, causando dificultades en el arranque y la marcha.

#### Causas de la carbonización
- Mezcla aire-combustible muy rica.
- Ajuste incorrecto del carburador, estrangulador.
- Sistema de inyección de combustible defectuoso.
- Marcha en mínimo prolongada.
- Bujía demasiado fría.

### Sobrecalentamiento
La superficie del aislador en la punta de encendido tiene una coloración blanca con sedimentos moteados. Cuando la temperatura de la bujía excede los 870 °C (1598 °F), la punta de encendido actúa como fuente de calor encendiendo la mezcla antes que la chispa, ocasionando así una combustión anormal dañando ocasionalmente al motor.

#### Causas
- Tiempo de encendido demasiado adelantado.
- Mezcla aire-combustible demasiado pobre.
- Sistema de inyección de combustible defectuoso.
- Agua de enfriamiento o lubricante insuficientes.
- La presión aplicada al turbocompresor es demasiado alta en un motor turbo.
- Apriete insuficiente de la bujía.
- Sedimentos acumulados en la cámara de combustión.
- Bujía demasiado caliente.

### Suciedad por plomo
Generalmente aparece como un sedimento café amarillento en el aislador. El problema es indetectable a temperatura ambiente, pero se manifiesta cuando la bujía alcanza una temperatura de 370 a 420 °C (698 a 788 °F). Desde que la gasolina no contiene compuestos de plomo antidetonantes, este depósito ya no se produce.

### Depósitos
Si se acumulan depósitos en la punta de encendido, la temperatura de la bujía se elevará demasiado y provocará pre-ignición dañando el pistón.

### Desgaste normal
Los electrodos desgastados tendrán dificultad para producir las chispas, no mostrará potencia el motor y gastará más combustible, por lo que será necesario instalar bujías nuevas.

### Diferentes estados de bujías

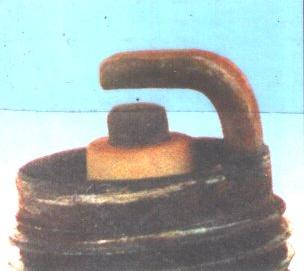
Estado normal
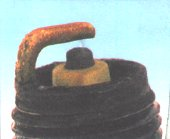
Vitrificada
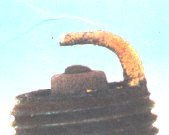
Desgastada
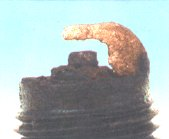
Incrustada
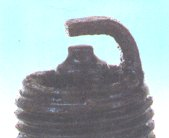
Engrasada
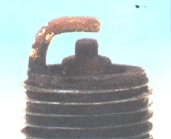
Llena de carbonilla

## Durabilidad
Las bujías modernas duran alrededor de los 30 000 a 40 000 km (18 641 a 24 855 millas). En los años 1980, la duración habitual de las bujías en los motores de los coches se situaba de los 10 000 a 15 000 km (6214 a 9321 millas).

## Grado térmico
El grado térmico es la medida de la capacidad de la bujía para disipar el calor desde la cámara de combustión hacia la culata, desde donde será evacuado y, a su vez, hacia el refrigerante. El grado térmico de una bujía no tiene relación con el voltaje ni con la temperatura de funcionamiento. La medida del grado térmico se determina sobre todo por la longitud de la parte libre del aislante que separa el electrodo central de la pieza roscada que lo recubre: las bujías son frías si la parte libre del aislante es corta, ya que la parte que está en contacto con la pieza metálica transmite más calor; son calientes si ese extremo libre es largo: la separación dificulta la transmisión de calor.
La parte de la bujía que está dentro de la cámara se ensucia con los residuos de la combustión. Para que no se acumulen sobre los electrodos y acaben perjudicando el funcionamiento la temperatura de la bujía debe ser lo suficientemente alta como para quemarlos. Dependiendo del tipo de motor, la autolimpieza de la bujía se produce de 350 a 500 °C (662 a 932 °F). 
Por el contrario, si la temperatura es demasiado alta, la bujía puede volverse incandescente e iniciar la combustión antes de que salte la chispa o pre-encendido. Este avance puede provocar graves daños. Para evitarlos, no hay que superar una escala de 800 a 950 °C (1472 a 1742 °F), según los motores.
El rango térmico se expresa mediante un código que varía entre los fabricantes, pero por regla general, un número más alto indica una mayor temperatura de funcionamiento, es decir, una bujía más caliente.